# Amber (Oklahoma)
Amber és un poble dels Estats Units a l'estat d'Oklahoma. Segons el cens del 2000 tenia 490 habitants.

## Demografia
Segons el cens del 2000, Amber tenia 490 habitants, 160 habitatges, i 132 famílies. La densitat de població era de 47,9 habitants per km².
Dels 160 habitatges en un 47,5% hi vivien nens de menys de 18 anys, en un 74,4% hi vivien parelles casades, en un 7,5% dones solteres, i en un 16,9% no eren unitats familiars. En el 15,6% dels habitatges hi vivien persones soles el 5% de les quals corresponia a persones de 65 anys o més que vivien soles. El nombre mitjà de persones vivint en cada habitatge era de 3,06 i el nombre mitjà de persones que vivien en cada família era de 3,34.
Per edats la població es repartia de la següent manera: un 34,9% tenia menys de 18 anys, un 6,9% entre 18 i 24, un 29,8% entre 25 i 44, un 20% de 45 a 60 i un 8,4% 65 anys o més.
L'edat mediana era de 29 anys. Per cada 100 dones de 18 o més anys hi havia 95,7 homes.
La renda mediana per habitatge era de 32.083 $ i la renda mediana per família de 34.688 $. Els homes tenien una renda mediana de 24.531 $ mentre que les dones 20.375 $. La renda per capita de la població era de 12.012 $. Entorn del 9,7% de les famílies i el 10,8% de la població estaven per davall del llindar de pobresa.

## Poblacions més properes
El següent diagrama mostra les poblacions més properes.